# Fotogrammi d'argento 1988
La 38ª edizione dei Fotogrammi d'argento, assegnati dalla rivista spagnola di cinema Fotogramas, si è svolta il 7 marzo 1988.
La cerimonia è stata presentata da Antonio Resines e Santiago Ramos Sánchez.

## Premi e candidature

### Miglior film spagnolo
- La legge del desiderio (La ley del deseo), regia di Pedro Almodóvar
- El lute, o cammina o schiatta (El lute: camina o revienta), regia di Vicente Aranda

### Miglior film straniero
- Oci ciornie (Oči čërnye), regia di Nikita Mikhalkov  ·   Italia /  Unione Sovietica

### Miglior attrice cinematografica
- Victoria Abril - El lute, o cammina o schiatta (El lute: camina o revienta)[2]
- Ana Belén - Divine parole e La casa de Bernarda Alba
- Carmen Maura - La legge del desiderio (La ley del deseo) e Delirio d'amore (Delirios de amor)

### Miglior attore cinematografico
- Imanol Arias - Divine parole (Divinas palabras) e El lute, o cammina o schiatta (El lute: camina o revienta)[2]
- Antonio Banderas - La legge del desiderio (La ley del deseo) e Delirio d'amore (Delirios de amor)
- Alfredo Landa - Il bosco animato (El bosque animado), ¡Biba la banda! e El pecador impecable

### Miglior interprete televisivo
- Javier Gurruchaga - La bola de cristal e La tarde
- Juan Echanove - Visperas
- Tricicle - Tres estrellas

### Miglior interprete teatrale
- Lina Morgan - El último tranvia